# Torsabjörke
Torsabjörke är en småort i Gammalstorps socken i Sölvesborgs kommun i Blekinge län.